# Sociedad limitada nueva empresa
Una sociedad limitada nueva empresa (SLNE) fue una  especialidad de la sociedad de responsabilidad limitada. Este tipo de sociedades mercantiles fueron creadas por la legislación española en el año 2003 para facilitar la constitución de las sociedades que cumplan una serie de requisitos.
Se podían constituir de manera presencial o telemática, a través del CIRCE (Centro de Información y Red de Creación de Empresas).
Estaba regulada por el Real Decreto Legislativo 1/2010, del 2 de julio, por el que se aprobó el texto refundido de la Ley de Sociedades de Capital.
Este tipo de sociedadades fueron derogadas por el por el art. 2.6 de la Ley 18/2022, de 28 de septiembre. Según la Disposición transitoria tercera de dicha ley: 'Las sociedades nueva empresa existentes a la entrada en vigor de esta ley se regirán por las disposiciones reguladoras de las sociedades de responsabilidad limitada y utilizarán la denominación SRL'.

## Características
Las características más relevantes de la SLNE fueron las siguientes:
- Fue una especialidad de la sociedad de responsabilidad limitada.
- Tenían como objeto social todas o alguna de las siguientes actividades: agrícola, ganadera, forestal, pesquera, industrial, de construcción, comercial, turística, de transportes, de comunicaciones, de intermediación, de profesionales o de servicios en general.
- El número máximo de socios era de cinco, que habían de ser personas físicas.
- El capital social mínimo era de 3012 euros, y el máximo de 120 000 euros. El capital social mínimo debía ser desembolsado mediante aportaciones dinerarias.
- La denominación social se componía de los apellidos y el nombre de uno de los socios más un código alfanumérico único. No obstante, la denominación podía ser cambiada con posterioridad a la constitución de la empresa.
- Se podían utilizar unos estatutos sociales orientativos que reducían los tiempos de notarios y registradores.
- Los órganos sociales eran una Junta General y un Órgano de Administración, que en caso de ser pluripersonal no podía adoptar la forma de consejo de administración.
- Una vez constituida solo podía modificar su denominación, su domicilio social y su capital social. Sin embargo, podía transformarse en una sociedad de responsabilidad limitada.

### Objeto social
Los socios fundadores podían incluir en el objeto social cualquier actividad singular distinta de las indicadas anteriormente. Si la inclusión de dicha actividad singular daba lugar a una calificación negativa del registrador mercantil de la escritura de constitución de la sociedad, no se paralizaba su inscripción, que se practicaba, sin la actividad singular en cuestión, siempre que los socios fundadores lo consintieran expresamente en la propia escritura de constitución o con posterioridad.
En ningún caso podían incluirse en el objeto social actividades para las cuales fuera exigida forma de sociedad anónima ni aquellas cuyo ejercicio implique objeto único y exclusivo.

### Unipersonalidad
No podían constituir ni adquirir la condición de socio único de una sociedad nueva empresa, quienes ya ostentaran la condición de socios únicos de otra sociedad nueva empresa.
Así, en la escritura de constitución de la sociedad nueva empresa unipersonal, o en la escritura de adquisición, se hacía constar por el socio único que no ostentaba la misma condición en otra sociedad nueva empresa.
La declaración de unipersonalidad de la sociedad nueva empresa podía hacerse en la misma escritura de la que resulte dicha situación.

### Inscripción
Siempre que se utilizaban los estatutos sociales orientativos oficiales, el registrador mercantil debía calificar e inscribir, en su caso, la escritura de constitución en el plazo máximo de veinticuatro horas, a contar desde el momento del asiento de presentación o, si tuviere defectos subsanables, desde el momento de presentación de los documentos de subsanación.

### Órgano de administración
La administración podía confiarse a un órgano unipersonal o a un órgano pluripersonal, cuyos miembros actuaban solidaria o mancomunadamente. Cuando la administración se atribuía a un órgano pluripersonal, en ningún caso adoptaba la forma y el régimen de funcionamiento de un  consejo de administración.
La representación de la sociedad y la certificación de los acuerdos sociales correspondía, caso de existir un administrador único, a éste; caso de existir varios administradores solidarios, a uno cualquiera de ellos; y en el supuesto de existir varios administradores mancomunados, a dos cualesquiera de ellos.

### Modificaciones estatutarias
En la sociedad nueva empresa, solo podían llevarse a cabo modificaciones en la denominación, en el domicilio social y, dentro de los límites fijados en la ley, en el capital social.

## Ventajas
Entre las ventajas de esta forma jurídica se encontraban las siguientes:
- Agilización de trámites.
- Modificación gratuita de la denominación social durante los tres meses siguientes a su constitución.
- Aplazamiento de un año en el pago del Impuesto sobre Transmisiones Patrimoniales y Actos Jurídicos Documentados (ITP/AJD). Actualmente la constitución de sociedades está exenta del pago de este impuesto.[6]
- Aplazamiento del pago del Impuesto de Sociedades de los dos primeros periodos impositivos.
- Aplazamiento o fraccionamiento del pago de retenciones o ingresos a cuenta del Impuesto sobre la Renta de las Personas Físicas (IRPF) durante el primer año.
- Utilización de los fondos de una cuenta ahorro-empresa para la constitución de la sociedad.
- Trámites de administración por internet
- Modelo simplificado de contabilidad
- No es obligatorio el libro de registro de participaciones